# Список Нобелівських лауреатів-організацій
Нобелівська премія миру була присуджена 30 разів організаціям в період з 1901 по 2022 рік. 27 окремих організацій були удостоєні Нобелівської премії миру. Організація ООН у справах біженців, отримала премію двічі, в 1954 і 1981 роках, а робота Міжнародного комітету Червоного Хреста (МКЧХ) був удостоєний премії 3 рази, в 1917, 1944 і 1963 рр.
| Рік  | Назва організації                                                                    | Тема |
| ---- | ------------------------------------------------------------------------------------ | --- |
| 1904 | Інститут міжнародного права, Гент (Гент, Бельгія)                                    | «Інститут міжнародного права — одна з перших у світі організацій, що визначили принципи міжнародного права, що зробили його кодифікування і що запропонували шляхи рішення міжнародних проблем». |
| 1910 | Міжнародне бюро миру                                                                 | «За організацію конференцій з роззброєння». |
| 1917 | Міжнародний комітет Червоного Хреста                                                 | «За діяльність із поліпшення становища військовополонених». |
| 1938 | Нансенівська міжнародна організація у справах біженців                               | «За діяльність із надання допомоги беззахисним». |
| 1944 | Міжнародний комітет Червоного Хреста                                                 | «МЧХ своєю діяльністю в роки війни повернув значення основоположним принципам солідарності людства, ототожнивши життєві інтереси народів і потребу в примиренні». |
| 1947 | Рада Друзів на службі суспільству (Квакери)                                          | «На знак протесту квакерів проти світової війни». |
| 1947 | Американський комітет Друзів на службі суспільству (Квакери)                         | «На знак протесту квакерів проти світової війни». |
| 1954 | Служба верховного комісара ООН у справах біженців                                    | «За невпинні і часто невдячні спроби надати допомогу біженцям і привернути увагу властей до їх потреб». |
| 1963 | Міжнародний комітет Червоного Хреста                                                 | «В соті роковини свого існування». |
| 1963 | Ліга суспільств Червоного Хреста                                                     | «В ознаменування 100-річчя існування МЧХ». |
| 1965 | Дитяча фундація ООН (ЮНІСЕФ)                                                         | «У знак визнання ролі ЮНІСЕФ у встановленні братерства між народами». |
| 1969 | Міжнародна організація праці                                                         | «За діяльність із створення „інфраструктура миру“ і зміцненню братства між народами». |
| 1977 | Міжнародна амністія                                                                  | «За захист людської гідності від тортур, насильства і розпаду». |
| 1981 | Служба верховного комісара ООН у справах біженців                                    | «За невпинні і часто невдячні спроби надати допомогу біженцям і привернути увагу влади до їх потреб». |
| 1985 | Лікарі світу за запобігання ядерної війни                                            | «За заслуги в інформуванні громадськості і відміні свідомості людства на користь світу». |
| 1988 | Миротворчі сили ООН                                                                  | «За діяльність, пов'язану зі зміцненням мируб». |
| 1995 | Джозеф Ротблат і очолювані ним Пагуошські конференції з науки та глобальних проблем. | «За пошук шляхів розв'язання міжнародних суперечок, виключення війни з порядку денного на планеті». |
| 1997 | Міжнародний рух за заборону протипіхотних мін і його лідер Джоді Вільямс             | «За їхню роботу щодо заборони і очищення протипіхотних мін» |
| 1999 | Лікарі без кордонів                                                                  | «За найпрогресивнішу гуманітарну роботу на ряді континентів» |
| 2001 | Організація Об'єднаних Націй (ООН) Кофі Аннан                                        | «За їхню роботу з кращої організації і спокійнішого світу» |
| 2005 | Міжнародне агентство з атомної енергії (МАГАТЕ) і Мохаммед аль-Барадей               | «За зусилля із запобігання використання атомної енергії у військових цілях і з забезпечення її застосування в мирній справі в максимально безпечних умовах». |
| 2006 | Грамін Банк і Мохаммад Юнус                                                          | «За їхні зусилля напрямлені на поширення більшої кількості знань про зміну клімату, що відбувається за вини людини та за закладання основ тих мір, що необхідні для боротьби з такою зміною». |
| 2007 | Міжнародна група експертів з питань змін клімату і Альберт Ґор                       | «За їхні зусилля, напрямлені на поширення більшої кількості знань про зміну клімату, що відбувається за вини людини та за закладання основ тих мір, що необхідні для боротьби з такою зміною». |
| 2012 | Європейський Союз                                                                    | «За внесок впродовж більше шести десятиліть у просування миру і примирення, демократії та прав людини в Європі». |
| 2013 | Організація із заборони хімічної зброї                                               | «За їхню всеосяжну роботу зі знищення хімічної зброї». |
| 2015 | Квартет національного діалогу Тунісу                                                 | «За вирішальний внесок у розбудову плюралістичної демократії у Тунісі при зародженні Жасмінової революції 2011 року». |
| 2017 | Міжнародна кампанія із заборони ядерної зброї                                        | «За роботу щодо привернення уваги до катастрофічних гуманітарних наслідків будь-якого використання ядерної зброї та за новаторські зусилля задля досягнення заборони такої зброї на основі договору». |
| 2020 | Світова продовольча програма                                                         | «За зусилля у боротьбі з голодом, за внесок у покращення умов для миру на постраждалих від конфліктів територіях та за лідерські зусилля у запобіганні використання голоду як зброї у війнах та конфліктах». |
| 2022 | Меморіал                                                                             | Вони (організації) протягом багатьох років пропагували право критикувати владу та захищати основні права громадян. Вони доклали багато зусиль, щоб задокументувати воєнні злочини, порушення прав людини та зловживання владою. Разом вони демонструють важливість громадянського суспільства для миру та демократі |
| 2022 | Центр громадянських свобод                                                           | Вони (організації) протягом багатьох років пропагували право критикувати владу та захищати основні права громадян. Вони доклали багато зусиль, щоб задокументувати воєнні злочини, порушення прав людини та зловживання владою. Разом вони демонструють важливість громадянського суспільства для миру та демократі |
| 2024 | Японська конфедерація організацій постраждалих від ядерної і термоядерної зброї      | «За зусилля з боротьби за світ без ядерної зброї та демонстрацію через свідчення очевидців, що ядерна зброя повинна ніколи більше не застосовуватися». |